# كي هوسويا
كي هوسويا (باليابانية: 細谷圭؛ بالكانا: ほそや けい) هو لاعب كرة قاعدة ياباني، ولد في 17 يناير 1988.

## وصلات خارجية
- كي هوسويا على موقع الدوري الياباني لكرة القاعدة (الإنجليزية)
- كي هوسويا على موقعبيزبول رفرنس.كوم (الدوري الثانوي) (الإنجليزية)